# Dres Balmer
Dres Balmer (* 28. März 1949 in Grindelwald) ist ein Schweizer Schriftsteller und ehemaliger Delegierter des Internationalen Komitees vom Roten Kreuz (IKRK).

## Leben
Dres Balmer, mit bürgerlichem Namen Andreas Balmer, studierte Romanistik an den Universitäten in Basel sowie Lausanne und arbeitete anschliessend als Lehrer in Lausanne. Von 1979 bis 1982 war er als Delegierter für das IKRK tätig, mit Einsätzen in Zaire, Thailand, Kambodscha und El Salvador. Er lebt gegenwärtig in Bern und arbeitet als Reisereporter, Übersetzer (etwa von Yves Velan) und Fotograf.

## Literarisches Schaffen
Zu Balmers bekanntesten Werken zählt das im August 1982 im Benziger Verlag erstmals erschienene Buch Kupferstunde, in dem er seine Erlebnisse als IKRK-Delegierter in El Salvador schildert und seine Unzufriedenheit darüber zum Ausdruck bringt, nichts Wirksames gegen das durch den Bürgerkrieg im Land verursachte Leid unternehmen zu können. Aus Sicht des IKRK verletzte die Veröffentlichung des Buches jedoch die von der Organisation praktizierte Diskretion, die das IKRK als Basis für seine Neutralität und Unparteilichkeit und damit als Grundlage einer effektiven humanitären Hilfe ansieht.
Das IKRK versuchte deshalb, mit dem Verweis auf den Bruch der Schweigeverpflichtung durch Dres Balmer den Verkauf des Buches gerichtlich zu untersagen. Dieses Verbot wurde zunächst in mehreren Gerichtsinstanzen bestätigt, so dass das Buch erst mit Verzögerungen erschien. In seinem später veröffentlichten Essay Grünspan stellte Balmer die Kontroverse um das Werk Kupferstunde aus seiner Sicht dar.

## Werke
- Eisdorf. Roman. Benziger, Zürich 1981, ISBN 3-545-36340-6
- Kupferstunde. Roman. Benziger, Zürich 1982, ISBN 3-545-36359-7; Fischer Taschenbuch, Frankfurt am Main 1985, ISBN 3-596-25871-5
- Grünspan. Mensch und Humanität. Abedul, Zürich 1984, ISBN 3-905006-00-6
- Mitteilungen aus den Anden. Ammann, Zürich 1985, ISBN 3-250-10035-8
- Die letzten Abenteuer des zwanzigsten Jahrhunderts. Sechs Geschichten. Ammann, Zürich 1991, ISBN 3-250-10146-X
- Arrivée und départ. Zwischen Passanten und bleibenden Gästen (mit Margrith Bohren). Inbrevi, Küssnacht am Rigi 2005, ISBN 3-9522355-3-9
- Wanderziel Hütte. Ein Kulturführer zu 50 SAC-Hütten. Schweizer Alpen-Club, Bern 2006, ISBN 3-85902-250-4
- Querpass. Mit dem Velo vom Bodensee zum Genfersee. Werd, Zürich 2009, ISBN 978-3-85932-613-2
- Route 66. Mit dem Fahrrad von Chicago nach Los Angeles. Rotpunktverlag, Zürich 2012, ISBN 978-3-85869-478-2
- Rund ums Schwarze Meer. Eine Radreise durch sieben Länder von Istanbul nach Istanbul. Rotpunktverlag, Zürich 2016, ISBN 978-3-85869-712-7
- Reh am Rapsfeld oder eine Radreise rund um die Ostsee. Rotpunktverlag, Zürich 2019, ISBN 978-3-85869-824-7
- Der Lebenskünstler. Lokwort, Bern 2022, ISBN 978-3-906806-40-2